# Úpa
Úpa (niem. Aupa) – rzeka w Czechach, lewy dopływ Łaby o długości 78 km. Wypływa w Karkonoszach, 2 km na zachód od Śnieżki, na wysokości 1432 m n.p.m. Przepływa przez Pec pod Sněžkou, Trutnov, Úpice. Uchodzi do Łaby w Jaromierzu na wysokości 254 m n.p.m.
Długość – 78,2 km, powierzchnia dorzecza – 513,1 km², średni roczny przepływ u ujścia – 6,99 m³/s.

## Dopływy
Dopływy: lewe – Malá Úpa, Lysečinský potok, Babský potok, Rtyňka, Olešnice; prawe – Zelený potok, Maršovka i Válovický potok.

## Miejscowości
Ważniejsze miejscowości leżące nad Úpą: Pec pod Sněžkou, Svoboda nad Úpou, Trutnov, Úpice, Česká Skalice i Jaroměř, poniżej którego wpada do Łaby. Powyżej miasteczka Česká Skalice Úpa płynie przez dolinę Babiččino údolí.

## Górny bieg
Źródła znajdują się na południowo-zachodnim stoku Równi pod Śnieżką, na torfowisku Úpské rašeliniště. Úpa płynie na południowy wschód, spada stromą ścianą kotła prawie 400 m (Horní Úpský vodopád) do Úpske jámy, gdzie z lewej strony wpada do niej Úpička, a z prawej Sněžna i Lavinový potok. Poniżej Úpske jámy skręca na południe, mija Dolní Úpský vodopád, przyjmuje z lewej strony Rudný potok, płynie przez Obří důl, gdzie przyjmuje jeszcze prawy Modrý potok, skręca na południowy wschód i przyjmuje lewy Růžový potok. W Pecu pod Sněžkou wpada do niej z prawej strony Zelený potok. Następnie płynie na wschód przez miejscowość Velká Úpa, gdzie przyjmuje prawy Javoří potok. W centrum wsi skręca na południowy wschód i przyjmuje z prawej Vaříncův potok. Poniżej, w miejscu zwanym Na křižovatce wpada do niej Malá Úpa. Stąd Úpa płynie krętą doliną na południe, by w miejscowości Temný Důl znów skręcić na wschód, zbierając z prawej Honzův potok. W miejscowości Horní Maršov przyjmuje z lewej strony Lysečinský potok i skręca na południe. Przyjmuje z lewej strony Maxův potok, a z prawej Modrokamenský potok, Černohorský potok, Janský potok i kilka bezimiennych, po czym mijając miejscowości Dolní Maršov, Svoboda nad Úpou, Mladé Buky i Trutnov, opuszcza Karkonosze. Karkonoska część doliny Úpy jest głęboko wcięta, wąska i kręta.